# Елевферий (епископ Византийский)
Елевфе́рий (греч. Ελευθέριος; ум. 136) — епископ Византийский в течение примерно семи лет (129—136).
На епископской кафедре сменил епископа Диогена. Пастырское служение его проходило в годы правления римского императора Адриана. Как и его предшественники, после смерти похоронен в храме Аргируполиса.